# Зеленский, Александр Николаевич (художник)
Алекса́ндр Никола́евич Зеле́нский  (1882—1942) — советский художник-плакатист, представитель ленинградской плакатной школы, один из основоположников советского рекламного плаката. Отец художника-плакатиста Бориса Зеленского.

## Биография
Родился 26 сентября (7 октября по новому стилю) 1882 года в Астрахани. В 1901—1904 годах учился в Императорском Строгановском центральном художественно-промышленном училище в Москве. Неизвестно, когда Зеленский прибыл в Петербург, где работал в 1910-х годах, выполняя до Октябрьской революции рекламные плакаты табачных изделий. Также приложил руку к рекламе швейных машин «Зингер».
В годы Гражданской войны создал ряд политических (не рекламных) плакатов: «Мы на горе всем буржуям мировой пожар раздуем!» (1918), «Товарищи! К оружию за советскую власть. Да здравствует коммунизм!» (1918), «Да здравствует борьба трудового крестьянства и рабочих против ига капитала. Да здравствует социализм» (1918), «Товарищи матросы! Вперёд за великие завоевания Октябрьской революции!» (1918), «Чтобы больше иметь — надо больше производить. Чтобы больше производить — надо больше знать» (1920), «Мы сняли звёзды с неба, окрасили их в красный цвет и нацепили на шапки красноармейцев, от того так светел и велик путь Красной армии» (1920).
В 1922 году Зеленский был назначен главным художником Петроградского табачного треста. Ему принадлежат плакаты, рекламирующие папиросы «Пушки», «Сафо», «Трезвон», «Медок», «Совет» Ленинградского табачного треста, «Сальве» Украинского табачного треста, ростовских папирос «Наша марка». Стиль этих плакатов признан в настоящее время разновидностью авангарда — конструктивизмом. Два таких плаката были представлены на выставке «Плакат русского конструктивизма 1920-х − 1930-х гг.», проходившей летом 2010 года во Франции.
В середине 1920-х годов создал несколько киноплакатов к фильмам производства ленинградских киностудий: «9 января», «Минарет смерти», «Наполеон-газ» (все 1925), «Северное сияние», «Соперники», «Шинель» (все 1926).
В 1929 году Александр Зеленский переехал в Москву, где создал несколько рекламных плакатов Моссельпрома. Постепенно художник стал отходить от традиций конструктивизма, так как это направление стало подвергаться гонениям в СССР. Далее его творчество пошло по пути социалистического реализма.
Одной из последних работ Зеленского был плакат 1940 года, посвященный блюду релиш.
Умер в 1942 году, находясь в эвакуации в Йошкар-Оле. Его сын Борис, в 1930-х годах ставший тоже художником-плакатистом, находился в эвакуации в другом городе — Оренбурге. В 1940—1950-х гг. сын Александра Зеленского Борис Зеленский стал одним из ведущих советских киноплакатистов и получил признание за рубежом на международных выставках.

## Галерея
|                                                        | |                                        |                                              |                                          |                                                          |
| «Мы на горе всем буржуям мировой пожар раздуем» (1918) | «Чтобы больше иметь — надо больше производить. Чтобы больше производить — надо больше знать» (1920) | «Папиросы „Медок“ курит знаток» (1925) | «Шинель: Киноповесть в манере Гоголя» (1926) | «Соперники: Кинороман в 6 частях» (1926) | «Новость. Требуйте всюду в пачке папиросы „Сафо“» (1927) |